# Beeston Regis
Beeston Regis er en landsby i det Nord Norfolk 
med 1091 indbyggere (2001) . Beeston Regis er beliggende 5.3 kilometer vest for Cromer og 42.2 kilometer nord for Norwich.

## Om landsbyen
Beeston Regis er kendt for efterskolen Beeston Hall Efterskole. I landsbyen findes af flere spisesteder, Kirke, dagligvarebutikker, med mere.